# スーパーモールいせさき
スーパーモールいせさき（SUPER MALL）は、群馬県伊勢崎市宮子町にあるベイシアグループが運営するネイバーフッド型ショッピングセンター（NSC）である。1997年（平成9年）6月25日開業。

## 概要
キーテナントはベイシア西部モール店、カインズ伊勢崎店。ベイシア西部モール店と同時に、家電販売のプラグシティ（現ベイシア電器）、薬局のBe-Us（現在建物使用店舗はベイシアワールドスポーツ）、ロン都も開業した。遅れてオートアールズ、あかちゃん王国などのグループ企業も出店する。
ベイシア西部モール店開業以前は、駒形バイパス沿いにサントノーレやナムコ、セーブオン等が点在しているだけであった。スーパーモールいせさきの開業以降スーパーモール周辺にもアオキ・洋服の青山・ケーズデンキなどの郊外型店舗の出店が加速した。
カインズホームは2007年秋頃、伊勢崎オートレース場西側へ移転。旧カインズホーム跡は約20店舗ぐらいの専門店が入居するISESAKI Garden'sとしてオープンしたが、工事が終わらないままのオープンとなった。初期は蔦屋書店等の少数であり、少しずつ工事が進みテナントが増えていった。
かつてはモール内にシネマコンプレックスのMOVIX伊勢崎があったが、スマーク伊勢崎への移転に伴い2019年2月28日をもって閉館された。

## 主な出店しているテナント
- ベイシア西部モール店（核店舗）
- カインズ伊勢崎店
- ドコモショップ
- オートアールズ
- ハードオフ
- スーパースポーツ ゼビオ
- スターバックスコーヒー
- ベイシアスポーツクラブ
- 伊勢崎住宅公園（住宅展示場）
- ISESAKI Garden's内
  - 蔦屋書店
  - ハートマーケット
  - シューマート

## 交通アクセス
- 伊勢崎駅より伊勢崎市コミュニティバス〔あおぞら〕西部モール下車
- 駒形ICより群馬県道2号前橋館林線経由、約2Km